# Cour administrative d'appel de Nantes
La cour administrative d'appel de Nantes est la juridiction d'appel des décisions rendues par les tribunaux administratifs de Caen, Nantes et Rennes, sous réserve des compétences attribuées au Conseil d'État en qualité de juge d'appel.  
Elle a été créée par la loi du 31 décembre 1987 portant réforme du contentieux administratif.  

Carte des ressorts des cours administratives d'appel, celui de Nantes est en rose.

Elle est également compétente pour connaître, en premier et dernier ressort, des litiges relatifs aux décisions prises par la Commission nationale d'aménagement commercial en application de l'article L. 752-17 du code de commerce, ainsi qu'aux décisions prises par la Commission nationale d'aménagement cinématographique en application de l'article L. 212-10-3 du code du cinéma et de l'image animée, des litiges portant sur les décisions énumérées au I de l'article R. 311-4 du code de justice administrative, relatives aux installations de production d'énergie renouvelable en mer et leurs ouvrages connexes, des litiges portant sur les décisions énumérées au II de cet article, relatives aux ouvrages des réseaux publics d'électricité dont au moins une partie est située en mer, jusques et y compris aux premiers postes de raccordement à terre, et des litiges portant sur les décisions énumérées au III de ce même article, relatives aux infrastructures portuaires rendues nécessaires pour la construction, le stockage et le pré-assemblage des installations mentionnées aux I et II de l'article R. 311-4 du code de justice administrative ainsi qu'aux opérations de transport et de dragage connexes. 
La cour, qui siège au no 2 place de l'Édit-de-Nantes à Nantes, est composée de trente et un magistrats, siégeant au sein de six chambres. Son président est Olivier Couvert-Castéra depuis le 1er septembre 2019. 